# Jusepe Martínez
Jusepe Nicolás Martínez y Lurbez (Saragosse, 1600 - idem, 6 janvier 1682) est un peintre et portraitiste espagnol, parmi les plus importants peintres aragonais du XVIIe siècle.

## Biographie
Fils de Daniel Martínez, peintre d’origine flamande, et de Isabelle de Lurbez, la majorité des auteurs situent sa date de naissance en 1600, bien qu’il n’y ait aucune certitude. Il fut baptisé le 6 décembre 1600 à la cathédrale Saint-Sauveur de Saragosse. Après avoir appris le métier de peintre de son père il fut envoyé à Rome en 1623 pour compléter ses études. Durant ce séjour il connut la peinture de l’école vénitienne, florentine, et romaine. Il apprit de plus le dessin et la gravure, et réalisa une série de gravures sur Saint Pierre Nolasque. Il lia amitié avec Guido Reni et Domenichino et en 1625 il rendit visite à José de Ribera à Naples

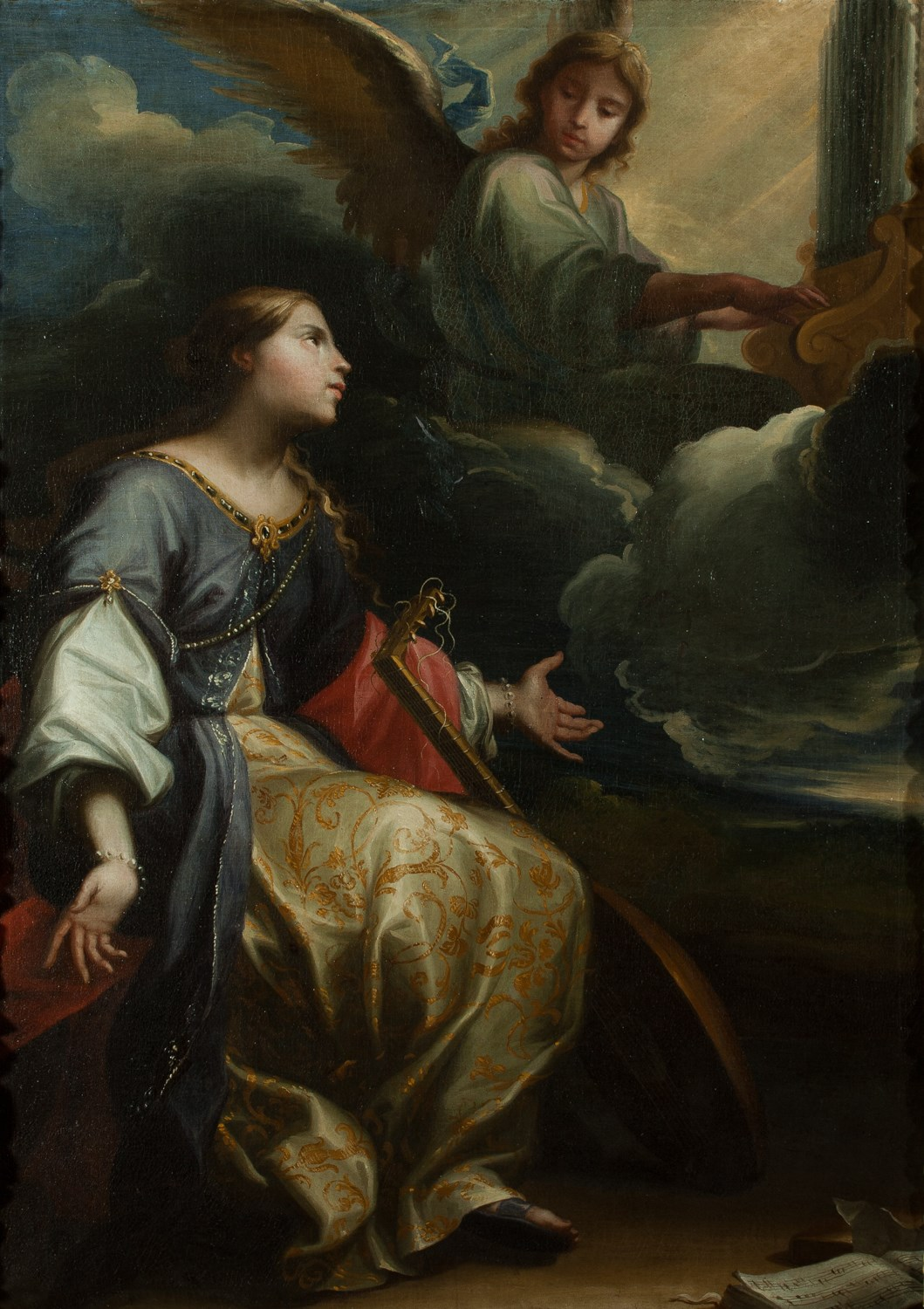
Sainte Cécile, vers 1637

Il revint en 1627 à Saragosse, et se maria avec Francisca Jenequi. De ce mariage naquit Jerónimo Jusepe Bautista Martínez y Jenequi connu sous le nom de frère Antonio Martínez, chartreux au monastère Aula Dei à Saragosse.
Son style novateur fit un succès à Saragosse. Saint Thomas et Job et sa femme, conservés au musée des beaux arts de Budapest, sont probablement de cette première étape.
Vers 1631, il commença à avoir du prestige et son amitié avec Vincencio Juan de Lastanosa lui permit d’entrer dans les cercles intellectuels de la ville, et d’obtenir plus de commandes. En 1634, il voyagea à Madrid où il se lia d’amitié avec Francisco Pacheco et Alonso Cano et put admirer les collections de peintures royales.
En 1642, Philippe IV visita Saragosse accompagné de Diego Vélazquez. Ce dernier fut impressionné par la peinture de Martinez, et le recommanda au roi qui finit par le nommer « peintre du roi ad honorem » le 8 avril 1644. Martinez resta profondément influencé par l’art de Velázquez et à partir de cette rencontre sa peinture se fait plus colorée et les coups de pinceaux plus séparés.
En 1646, il réalisa l’œuvre la Tristesse de Saragosse pour l’enterrement du Prince Balthasar, toile aujourd’hui perdue. À partir de cette même année il peignit des toiles pour la chapelle de Lastanosa de la Cathédrale de Huesca, la chapelle Notre Dame la Blanche de la Cathédrale Saint-Sauveur de Saragosse, le retable principal de Sainte Marie de Uncastillo et l’église Saint Laurent de Huesca. Il réalisa également des portraits de la famille Cortes, vicomte de Torrescas. En 1669 il réalisa des toiles pour l’église Saint Michel des Navarres de Saragosse où en l’année suivante il fonda chapellenie de 130 livres de rente annuelle.
Il écrivit également un traité théorique sur la peinture baroque, Discours praticables du très noble art de la peinture (vers 1675), qui ne fut publié qu’en 1853. Grâce à son fils, il resta conservé durant cette période à la Chartreuse de l’Aula Dei. Le traité, en plus d’expliquer les concepts théoriques et la pratique de la peinture baroque, donne des informations biographiques sur des peintres contemporains, tel que Le Greco, ainsi que sur l’histoire de la peinture.
Le musée de Saragosse conserve les toiles de Saint Pierre Nolasque, Sainte Cécile, et l’Adoration des bergers.

## Œuvre

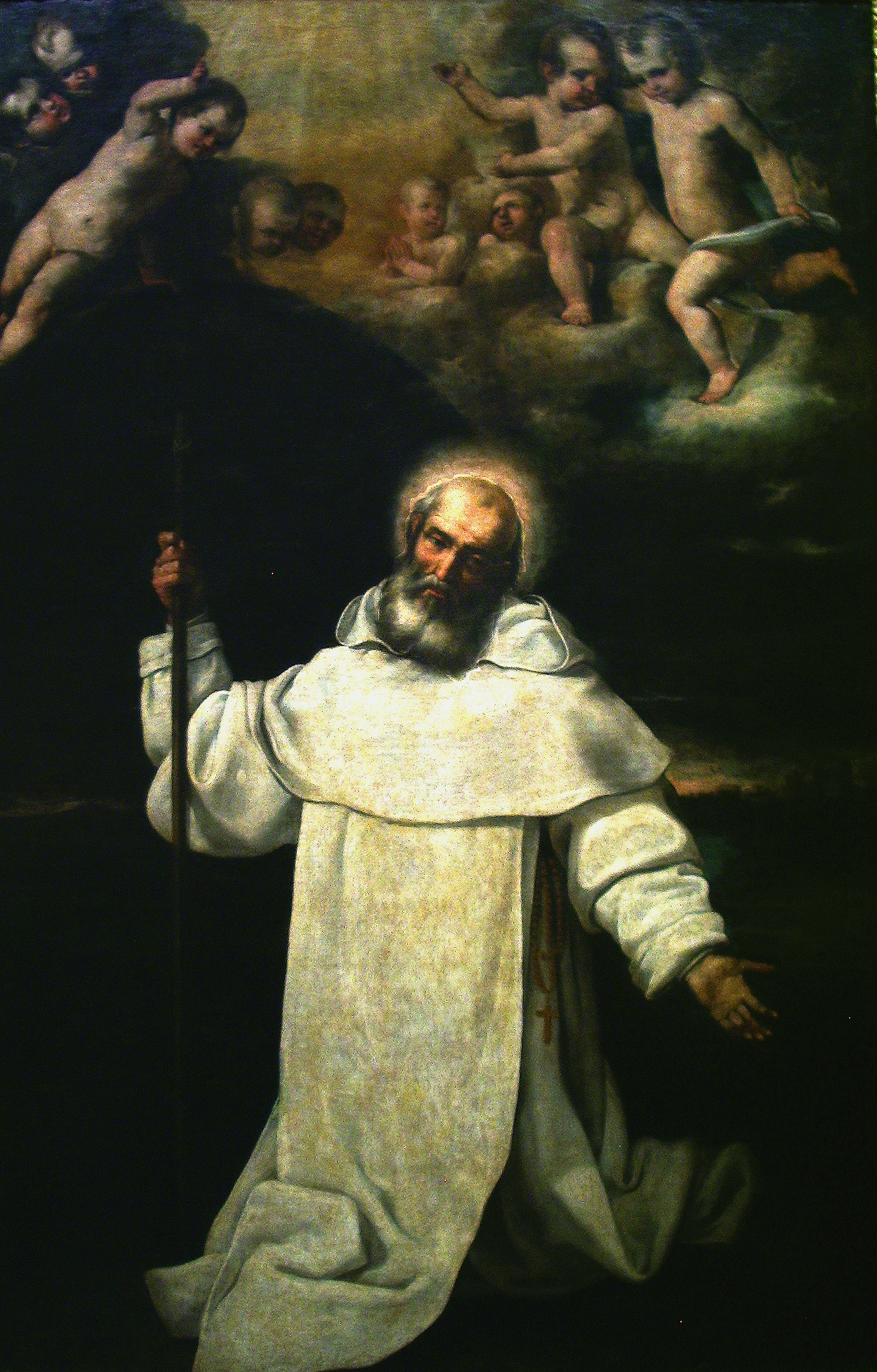
Saint Pierre Nolasque.

- Discursos practicables del nobilísimo arte de la pintura, edición, prólogo y notas por Julián Gallego, Akal, Madrid, 1988.
- Discursos practicables del nobilísimo arte de la pintura, edición, introducción y notas de María Elena Manrique, Cátedra, Madrid, 2006.
- Discursos practicables del nobilísimo arte de la pintura, edición crítica de María Elena Manrique, colección Larumbe, Prensas Universitarias de Zaragoza, Zaragoza, 2008.